# بول مورفي
بول تشارلز مورفي (بالإنجليزية: Paul Charles Morphy) (ولد في 22 يونيو 1837، وتوفي في 10 يوليو 1884) لاعب شطرنج أمريكي يعتبره الكثير أفضل أستاذ شطرنج في حقبة بطولة العالم للشطرنج غير الرسمية (1800- 1886) ، كان نابغة شطرنج أطلق عليه «فخر وأسى الشطرنج» بسبب مسيرته الوجيزة في الشطرنج التي تقاعد منها وهو في ربيع شبابه ، أضافه بوبي فيشر إلى قائمته لأفضل عشر لاعبين في تاريخ الشطرنج ووصفه «ربما هو أكثر اللاعبين دقة في الوجود».
ولد مورفـي في نيو أورلينز، لويزيانا في عائلة ثرية، محترمة ومثقفة وتعلم لعب الشطرنج بمشاهدة مباريات بين والده وعمه فقط، سرعان ما أدركت العائلة موهبته فشجعته على اللعب في المناسبات العائلية وبعمر التـاسعة أصبح أفضل لاعب في نيو أورلينز، ولدى بلوغه الثانية عشر هزم مورفي أستاذ الشطرنج الهنغاري جوهان وينثال في مقابلة من أربع مباريات.
بعد حصوله على شهادته سنة 1857 لم يكن مورفي في سن قانوني يسمح له بمزاولة المحاماة، فوجد لنفسه وقت فراغ ملأه بلعب الشطرنج حيث تلقى دعوة للعب في بطولة الشطرنج بنيويورك وبإلحاح من عمه وافق على ذلك وفاز بالبطولة التي ضمت لاعبين أقوياء مثل ألكسندر ميك ولويس بولسن، نال مورفي لقب بطل الولايات المتحدة في الشطرنج وبقي بنيويورك يلعب الشطرنج عام 1857 ويفوز بمعظم مبارياته، في 1858 سافر إلى أروبا للعب ضد بطل أروبا هاورد ستونتن وخاض مبارات ضد كل اللاعبين الأقوياء في أروبا وهزمهم بسهولة، مقابلة ستونتن ضد مورفي لم تتم أبدا لكن اعتبر معظم لاعبي أروبا أن مورفي أفضل لاعب في العالم.
بعـد عودته إلى الولايات المتحدة مظفـرا، طاف مورفي أغلب مدنها يلعب الشطرنج في طريق عودته إلى نيو أورلينز، وفي عام 1859 حين حل بها أعلن مورفي اعتزاله للشطرنج للبدء في مسيرته كمحامي، بيد أنه لم ينجح في عمله كمحامي وعاش في النهاية حياة خمول دون عمل، يعيش على ثروة عائلته، ورغم طلبات متكررة من معجبيه في الشطرنج لم يعد مورفي قط للعب الشطرنج وتوفي سنة 1884 بسبب صدمة حرارية بعمر السابعة والأربعين.

## نشأته

### عائلته
ولد بول مورفي في نيو أورليانز، لويزيانا يوم 22 يونيو 1837 في عائلة مثقفة وغنية والده يدعى ألونزو مايكل مورفي وهو محامي اشتغل كمشرع لولاية لويزيانا ثم محاميها العام، وبعدها شغل منصب القاضي الأعلى بها، وهو يملك جنسية إسبانية وينحدر من أصول إسبانية، برتغالية، إرلندية ، والدته تدعى «لويز تيراز فليسيتي تيلسد لو كاربنتير» كانت موسيقية موهوبة ابنة عائلة أمريكية من أصول فرنسية، ولديه ثلاث إخوة: شقيق يدعى إدوارد ستيفن مورفي وشقيقتين مالفينا مورفي وهلينا مورفي ، وترعرع مورفي في جو أرستقراطي ثقافي كانت فيه الشطرنج والموسيقى ديدنـا رئيسيا في المناسبات العائلية.

### تعلمه للشطرنج

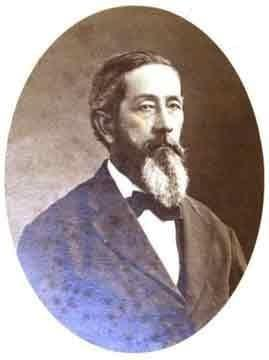
إيرنست مورفي، العم الذي شجع ودعم موهبة بول مورفي.

تعلم القراءة والكتابة في سن الرابعة، وحسب رواية عمه إيرنست مورفي فلا أحد علّم رسميا مورفي كيفية لعب الشطرنج وأنه تعلمها وهو صغير بمشاهدة الآخرين يلعبونها، فبعد مشاهدته بصمت لمباراة طويلة بين إيرنست وألونزو والتي تركاها على أساس تعادل فاجأهم بول الصغير بقوله أن العم إيرنست يفترض أن يفوز، وآنذاك لم يكن والده وعمه يعلمان أصلا أن بول يعرف قوانين اللعبة ناهيك عن تكتيكاتها واستراتيجياتها، وزادت دهشتهما أكثر حين أعاد ترتيب القطع إلى الوضعية التي قصدها وبين لهما الفوز الذي أضاعه عمه.

### انتصارات الطفولة

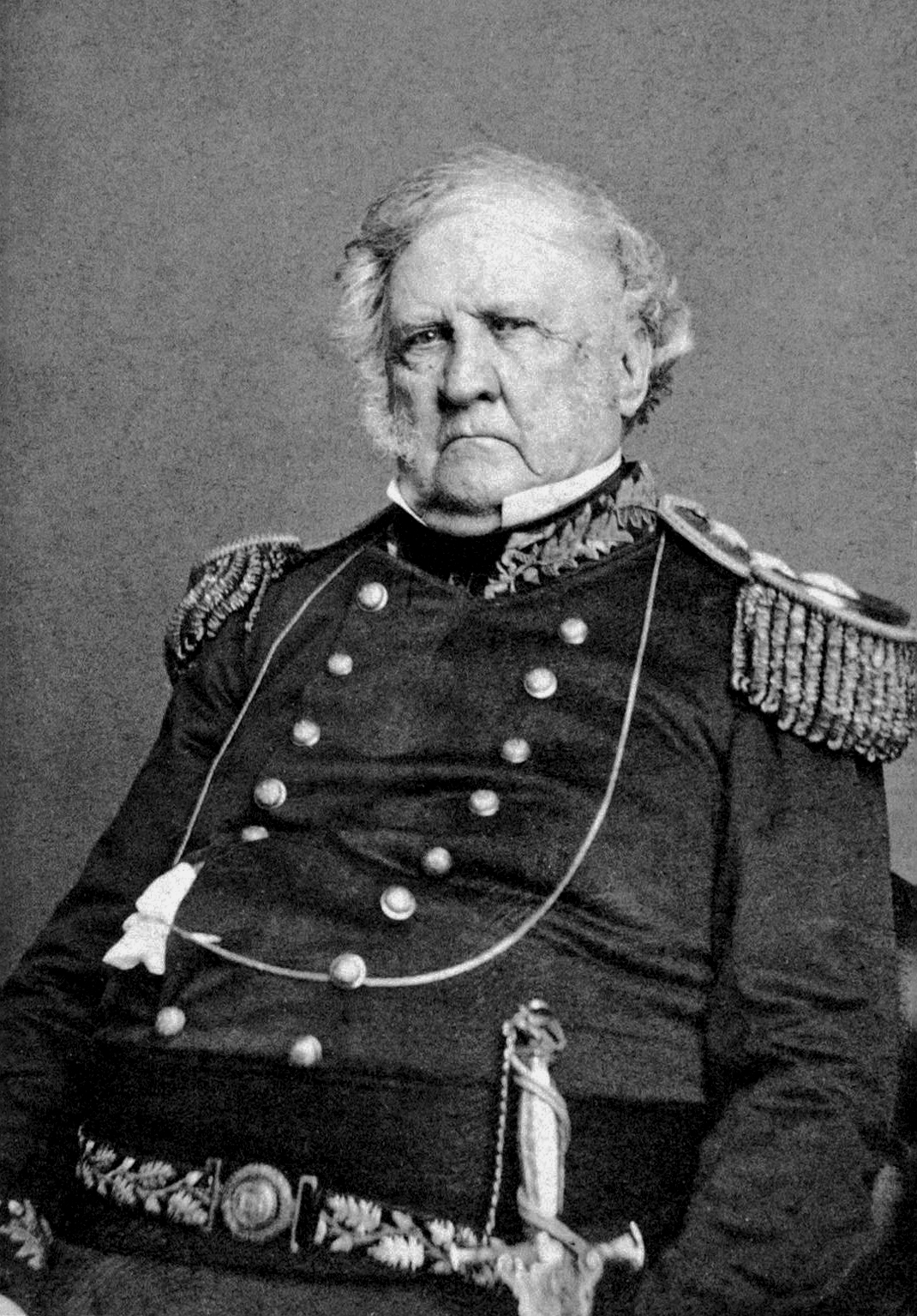
الجنرال وينفيلد سكوت أول ضحايا مورفي الرسميين.

بعد تلك الحادثة أدركت عائلة مورفي أنه موهبة نادرة فشجعته على اللعب في المناسبات العائلية، فكان يلعب مع جده لو كاربنتير في شرفة منزلهم ومع أفراد أسرته والده ألونزو وأخيه إدوارد وعمه اللاعب القوي إيرنست وكان يهزمهم في أغلب المباريات وبالإضافة إلى أفراد عائلته كان يلعب كذلك مع صديق طفولته المحامي جيمس ماكونيل.
عند بلوغه سن التاسعة اعتبِر أحد أفضل اللاعبين في نيو أورلينز، وفي ديسمبر سنة 1846 زار الجنرال وينفيلد سكوت المدينة وأعلم مضيفيه أنه يرغب في مباراة أقوى لاعبيها في الشطرنج، وبعد العشاء جيء إليه بمورفي فشعر بالإهانة في البداية معتقدا أنهم يسخرون منه لكنه وافق على اللعب معه بعد أن أكدوا له أنه نابغة شطرنج فكان أن هزمه مورفي بسهولة في المباراة الأولى وأماته بعد عشر نقلات ، وفي المباراة الثانية وبعـد ست نقلات أعلـن مورفي وجود كش مات حتمي على بعد بضع نقلات، مبارتين كانتا كل ما تحمله كبرياء الجنرال فأعلن بعد ذلك أنه اكتفى من اللعب مع مورفي نهائيا.
في 1850 حين بلغ مورفي الحادية عشر، زار أستاذ الشطرنج الهنغاري المحترف جوهان وينثال نيو أورلينز، وهو معروف باللعب ضد المواهب الشابة وهزيمتها، اعتبر وينثال مقابلته غير الرسمية ضد بول مضيعة للوقت لكنه وافق عليها مجاملة لوالده القاضي ألونزو مورفي.
مع بلوغهما النقلة 11 من المباراة الأولى  وتبييت مورفي جهة الملكة، أدرك وينثال أن أمامه لاعب موهوب ومع كل نقلة جيدة من مورفي قطّب وينثال حاجبيه أكثر وتغيرت ملامح وجهه لدرجة وصفه إيرنست مورفي «بالهزلي»، لعب وينثال ثلاث مبارياة ضد مورفي خسر الأولى والثانية  في حين تضاربت الأخبار حول المباراة الثالثة بين التعادل والخسارة.

### دراسته

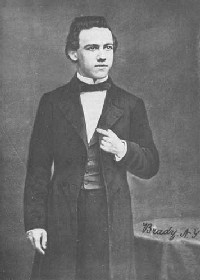
مورفـي في 1854 (17 سنة).

درس مورفي في البداية بأكادمية جيفرسون وهي مدرسة خاصة تقع بجوار منزله في الشارع الملكي مع أخيه إدوارد وصديق طفولته تشارلز مورين وتخرج منها بسن الـ 13 سنة 1850 ، بعدها التحق بجامعة سبرينغ هيل في موبيل ألاباما حيث درس بتفوق اللاتينية واليونانية بالإضافة إلى الفرنسية والإنجليزية والإسبانية ، كما اختير رئيس المجتمع المسرحي في عامه الأول ولعب دور تشارلز في المسرحية الكوميدية الفرنسية «غريغوار» وفي العام الموالي دور بورشيا في مسرحية تاجر البندقية ولعب أخوه دور شايلوك.
تحصل على شهادة البكالوريا (A.B) عام 1854 بامتياز وبقي هنالك عاما إضافيا يدرس الفلسفة والرياضيات ليتحصل بعدها على شهادة الماستر سنة 1955 (A.M) بامتياز كذلك وكانت أطروحة تخرج بعنوان «العقيد السياسية للعصر» ، وخلال تواجده في سبرينغ هيل لم يلعب مورفي الشطرنج إلا قليلا مع صديقه تشارلز مورين الذي علمه الشطرنج أو مع عائلته خلال عودته للمنزل أيام العطل.
وبعد التخرج من لويزيانا التحق بول بكلية الحقوق في جامعة لويزيانا وتحصل على البكالوريا في القانون (l.l.b [الإنجليزية]) في 7 أفريل 1857 وكان يتمتع بذاكرة قوية حيث كان من القلائل الذين حفظوا كامل كتاب قانون لويزيانا المدني ، ولأن عمره كان 20 سنة حين حصل على شهادته لم يكن مسموحا لمورفي مزاولة المحاماة إلا بعد عام آخـر.

## مؤتمر الشطرنج الأمريكي الأول

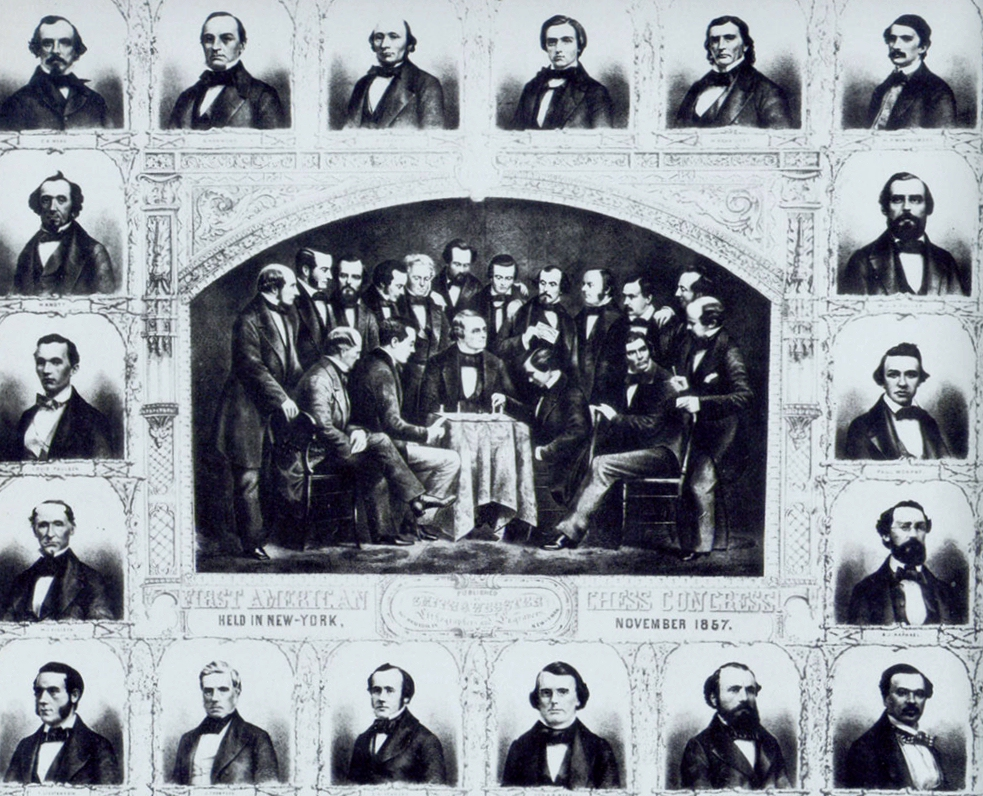
المشاركون في المؤتمر

وجد مورفي عاما كاملا من الفراغ قبل أن يبدأ ممارسته للمحاماة فقرر أن يشغله بلعب الشطرنج وكـان أول ظهور رسمي له في مؤتمر الشطرنج الأمريكي في طبعته الأولى بعد أن تلقى دعوة لحضوره بفضل عمه أرنيست مورفي، لكن حادث وفاة والده في خريف 1856 جعلته يبلغ لجنة المؤتمر أنه كان يفكر في الاعتذار لولا إلحاح عمه الشديد وأصدقاء عائلته، في 23 سبتمبر 1857 شد بول الرحال فأخذ قطار سنسناتي إلى نيويورك ووصل إليها في الرابع من أكتوبر وأقام في فندق سانت لويس 

### قبل المؤتمر
قبل المؤتمر بليلة افتتح نادي الشطرنج أبوابه للاعبين للتعارف وللمهتمين بالمؤتمر من غير اللاعبين، وكان مورفي آنذاك غير معروف فأخذ اللاعبون باللعب مع بعضهم ولعب مورفي ضد فريدريك بيرن فهزمه في المباراة الأولى وبينما هما في المباراة الثانية دخل تشارلز هنري ستانلي بطل أمريكا سنة 1845 فتعالت الهتافات باسمه وتنحى بيرن تاركا المقعد له فكانت المفاجأة أن توالت الإماتات واحدة تلو الأخرى حتى قام ستانلي مذهولا من خسارته لأربع مباريات متتالية.

### انطلاق المؤتمر ونتائجه
بدأت الجولة الأولى من المؤتمر في 6 أكتوبر فكان مورفي وبولسن أول من فاز بمبارياتهم الثلاثة دون خسارة وكان أمامهما وقت طويل لينهي باقي الخصوم مبارياتهم، وبعد الجولة الأولى أعلن بولسن أنه سيلعب معرض متزامن دون نظر من أربع رقع ودعى مورفي ليكون في أحد الرقع، فوافق مورفي بشرط أن يلعب هو كذلك دون نظر وكانت النتيجة أن خسر بولسن مباراته ضد مورفي وفاز باثنتين وتعادل في واحدة.
بسهولة فاز مورفي وبولسن على خصومهما وتأهلا إلى النهائي دون خسارة وبتعادل واحد لكليهما، وانطلق النهائي الذي فاز فيه مورفي بسهولة بنتيجة خمس انتصارات تعادلين وخسارة وكانت من بين المباريات التي فاز بها مباراته الرائعة التي تميزت بتضحيته لملكتة، لكن من جهة أخرى تفويت إماتة محققة في أربع نقلات.
| نتائج أول مؤتمر شطرنج أمريكي 1857 (+فوز - خسارة = تعادل)      |                                      |                                      |                                      |                                        |                                        |                                    |                                    |
| بنجامين رفيال هيرام كينيكوت 1-2-3                             | نابليون ماراش دانيال فيسك 0-2-3      | هاردمن مونتغومري ويليام أليسون 0-1-3 | لويس بولسن صامويل كالثروب 0-0-3      | فريدريك بيرين هيبرت نوت 2-2-3          | ثيودور لشتنهاين تشارلز ستانلي 0-2-3    | ألكسندر ميك ويليام فلير 0-2-3      | بول مورفي جيمس تومسن 0-0-3         |
| بنجامين رفيال ضد نابليون ماراش 2-2-3                          | بنجامين رفيال ضد نابليون ماراش 2-2-3 | لويس بولسن ضد هاردمن مونتغومري 0-0-3 | لويس بولسن ضد هاردمن مونتغومري 0-0-3 | ثيودور لشتنهاين ضد فريدريك بيرين 0-0-3 | ثيودور لشتنهاين ضد فريدريك بيرين 0-0-3 | بول مورفي ضد ألكسندر ميك 0-0-3     | بول مورفي ضد ألكسندر ميك 0-0-3     |
| لويس بولسن ضد بنجامين رفيال 1-0-3                             | لويس بولسن ضد بنجامين رفيال 1-0-3    | لويس بولسن ضد بنجامين رفيال 1-0-3    | لويس بولسن ضد بنجامين رفيال 1-0-3    | بول مورفي ضد ثيودور لشتنهاين 1-0-3     | بول مورفي ضد ثيودور لشتنهاين 1-0-3     | بول مورفي ضد ثيودور لشتنهاين 1-0-3 | بول مورفي ضد ثيودور لشتنهاين 1-0-3 |
| بول مورفي ضد لويس بولسن 2-1-5                                 |                                      |                                      |                                      |                                        |                                        |                                    |                                    |
| ثيودور لشتنهاين ضد بنجامين رفيال 0-0-3 (المركز الثالث)        |                                      |                                      |                                      |                                        |                                        |                                    |                                    |
| الأول: مورفي، الثاني: بولسن، الثالث: لشتنهاين، الرابع: رفيال. |                                      |                                      |                                      |                                        |                                        |                                    |                                    |

رفض مورفـي أخـذ الجائزة النقدية بعد فوزه بالمؤتمر والتـي كانت تقدر بـ 300 دولار آنذاك وعوض ذلك تم منحه طاقم آنية فضي مكون من صينية وأربع كؤؤوي وإبريق 

### بعد المؤتمر
مكث مورفي بعد المؤتمر لفترة وجيزة في نيويورك يلاعب من طلب منه اللعب دون أن يسأل ثمنا مقابل ذلك، وشارك في بطولة نويورك للعب دون نظر وفاز فيها بنتيجة عريضة ، وكان من بين الذين لاعبهم تشارلز ستانلي الذي طلب مباراة ثأر بينهما رهانها 100 دولار فكانت نتيجة المقابلة أربع انتصارات لمورفي وتعادل، ورفض مورفي أن يأخذ نقود ستانلي الذي كان سكيرا مبذرا وعوض ذلك أعطاهم لزوجة ستانلي التي كانت حاملا آنذاك
وفي ديسمبر حين وضعت مولودتها سمتها بولين (باسم مورفي) شاكرة له صنيعه.

## روابط خارجية
- بول مورفي على موقع الموسوعة البريطانية (الإنجليزية)
- بول مورفي على موقع مباريات الشطرنج (الإنجليزية)
- بول مورفي على موقع 365Chess.com (الإنجليزية)
- بول مورفي على موقع Chesstempo.com (الإنجليزية)
- (بالإنجليزية) روابط لمواضيع مختلفة عن بول مورفـي